# György Gurics
György Gurics (ur. 27 stycznia 1929 w Dunapentele, zm. 10 września 2013 w Budapeszcie) – węgierski zapaśnik walczący w obu stylach. Trzykrotny olimpijczyk. Brązowy medalista z Helsinek 1952 w stylu wolnym; piąty w Melbourne 1956 w stylu klasycznym; ósmy w Rzymie 1960 w stylu wolnym i dwudziesty czwarty w stylu klasycznym. Walczył w kategorii 79 – 87 kg.
Mistrz świata w 1961; srebrny medalista w 1955 i 1958, a trzeci w 1963 roku.
- Turniej w Helsinkach 1952

Pokonał Augustusa Everaertsa z Belgii, Bengta Lindblada ze Szwecji i Callie Reitza z ZPA, a przegrał z Dawidem Cimakuridze z ZSRR i Gholam Rezą Tachtim z Iranu.
- Turniej w Melbourne 1956

Pokonał Jima Peckhama z USA, a przegrał z İsmetem Atlım z Turcji i Giwi Kartoziją z ZSRR.
- Turniej w Rzymie 1960 – styl klasyczny

Przegrał z Albertem Michielsem z Belgii.
- Turniej w Rzymie 1960 – styl wolny

Pokonał Roberta Steckle z Kanady i Sajana Singha z Indii, a przegrał z Vikingiem Palmem ze Szwecji i Gholam Rezą Tachtim z Iranu.